# Porte logique diode-transistor

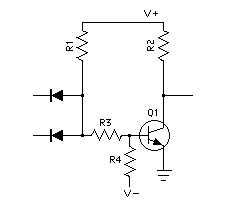
Diode-transistor Logic (DTL)

La Diode-Transistor logic ou DTL est une famille de circuits logiques utilisée en électronique numérique. Ils ont succédé à la famille logique à transistors bipolaires appelée "résistance-transistor" ou RTL (resistor-transistor logic). Pour diminuer le temps de retard, les résistances utilisées par les portes RTL furent remplacées par des diodes, ce qui donna naissance aux portes logiques diode-transistor ou DTL (diode-transistor logic).